# Antonín Pulda
Antonín Pulda (9. března 1848 Praha – 3. října 1894 Praha) byl český herec, divadelní režisér, překladatel, autor výpravných her, frašek a operetních libret.

## Život
Divadlo jej zajímalo od dětství, už v mládí se stal ochotnickým hercem, vystupujícím na Smíchově, v hostinci U zlatého anděla. V roce 1866 byl přijat do tehdejšího Prozatímního divadla, kde se stal v roce 1880 režisérem. V roce 1881 přešel do Národního divadla. Nedokázal se však podřídit autoritě tehdejšího ředitele Františka Adolfa Šuberta a dramaturga Ladislava Stroupežnického a později dostal z divadla výpověď.
Jako režisér vnesl do českého divadla řadu prvků moderního evropského, hlavně francouzského a německého divadla, především realismus. Z němčiny a francouzštiny také přeložil celou řadu současných her. Byl vynikajícím hercem, především v konverzačních hrách, hrál především postavy klidných a filosoficky založených mužů. Jeho role vynikaly psychologickou hloubkou a promyšleností. K jeho nejvýznamnějším rolím patřil Doktor Bidache v Sardouově hře Daniel Rochat, Díogenés ve Vrchlického hře Sud Diogenův, Akim Akimič v Ostrovského Výnosném místě či Menenius Agrippa v Shakespearově hře Koriolanus.
Zemřel roku 1894 v Praze a byl pohřben v hrobce na Olšanských hřbitovech.

### Rodinný život
S manželkou Marií rozenou Šímovou (1849–??) měl syny Jaroslava (1870–1926) a předčasně zemřelého Vratislava (1878–1878).
Syn Jaroslav Pulda byl v letech 1896 až 1899 rovněž členem souboru Národního divadla v Praze. Z ND však dostal výpověď pro neukázněnost. Jeho žačkou a také po několik let partnerkou byla herečka Marie Pospíšilové. Spolu s ní odešel po odchodu z ND do Vídně, kde působil jako její agent a impresário.